# فحم أسود، ثلج رفيع
فحم أسود، ثلج رفيع هو فيلم من نوع إثارة أُصدر في 24 يوليو 2014. الفيلم من إخراج وسيناريو يينان دياوو.

## القصة
قرر شرطي سابق وشريكه السابق متابعة التحقيق في سلسلة من جرائم القتل التي أنهت حياتهم المهنية.

## طاقم التمثيل
- Yu Ailei  [لغات أخرى]‏
- Gwei Lun-mei [الإنجليزية]‏
- فان لياو
- وانغ شيويه بينغ  [لغات أخرى]‏

## الاستقبال

### الجوائز والترشيحات
عرض الفيلم في الدورة الـ64 لمهرجان برلين السينمائي الدولي وفاز بجائزة الدب الذهبي،وحصل الممثل الرئيسي لياو فان على جائزة الدب الفضي لأفضل ممثل جائزة كما تلقى الفيلم إشادة من النقاد في المهرجان السنمائي بينما رد فعل الجمهور كان أكثر انقساما.

### الميزانية والإيرادات
حقق فيلم فحم أسود، ثلج رفيع 16.8 مليون دولار في جميع أنحاء العالم.

## وصلات خارجية
- فحم أسود، ثلج رفيع على موقع IMDb (الإنجليزية)
- فحم أسود، ثلج رفيع على موقع روتن توميتوز (الإنجليزية)
- فحم أسود، ثلج رفيع على موقع ألو سيني (الفرنسية)
- فحم أسود، ثلج رفيع على موقع Turner Classic Movies (الإنجليزية)
- فحم أسود، ثلج رفيع على موقع أول موفي (الإنجليزية)
- فحم أسود، ثلج رفيع على موقع فيلمافينيتي (الإسبانية)
- فحم أسود، ثلج رفيع على موقع قاعدة بيانات الأفلام السويدية (السويدية)
- فحم أسود، ثلج رفيع على موقع قاعدة بيانات الفيلم (الإنجليزية)
- فحم أسود، ثلج رفيع على موقع ليتربوكسد (الإنجليزية)
- فحم أسود، ثلج رفيع على موقع كينوبويسك (الروسية)